# Kozłowszczyzna (obwód witebski)
Kozłowszczyzna (biał. Казлоўшчына, także Kozłowsk) – wieś na Białorusi w rejonie postawskim obwodu witebskiego. Siedziba sielsowietu Kozłowszczyzna.
Nazwa dawniej używana – Kozłowsk.

## Historia
Wieś szlachecka położona była w końcu XVIII wieku w powiecie oszmiańskim województwa wileńskiego.
W dwudziestoleciu międzywojennym majątek i osada leżała w Polsce, w województwie wileńskim, w powiecie duniłowickim (od 1926 postawskim), w gminie Łuck (od 1927 gmina Kozłowszczyzna). Miejscowość była siedzibą wiejskiej gminy Kozłowszczyzna.
Powszechny Spis Ludności z 1921 roku podał dane łączne dane dla majątku i osady. Zamieszkiwało tu 151 osób, 99 było wyznania rzymskokatolickiego, 49 prawosławnego a 3 mojżeszowego. Jednocześnie 43 mieszkańców zadeklarowało polską przynależność narodową, 102 białoruską, 3 żydowską a 3 inna. Było tu 17 budynków mieszkalnych. W 1931 majątek liczył 15 domów zamieszkanych przez 152 osoby, osadę zamieszkiwało 11 osób.
Miejscowość należała do parafii rzymskokatolickiej w Mosarzu i prawosławnej w Osinogródku. Podlegała pod Sąd Grodzki w Duniłowiczach i Okręgowy w Wilnie; właściwy urząd pocztowy mieścił się w Kozłowszczyźnie.
W 1938 roku miejscowość należała do gromady Żelazowszczyzna gminy Kozłowszczyzna.
Po agresji ZSRR na Polskę w 1939 roku wieś znalazła się pod okupacją sowiecką, w granicach BSRR. W latach 1941–1944 była pod okupacją niemiecką. Następnie leżała w BSRR. Od 1991 roku w Republice Białorusi.
Urodził się tutaj Michaił Chwastou, białoruski polityk i dyplomata.